# Retykulacja
Retykulacja – zjawisko pomarszczenia się żelatynowej emulsji światłoczułej w trakcie mokrej obróbki filmu (wywoływania) spowodowane najczęściej gwałtowną zmianą temperatury między kąpielami (wywoływacz – utrwalacz) lub wody płuczącej. Pomarszczenia te tworzą mozaikową (rastrową) strukturę. Aby zapobiec retykulacji, należy pilnować właściwej temperatury procesu i nie dopuszczać do jej gwałtownych zmian.